# Tegestria seriata
Tegestria seriata is een hooiwagen uit de familie Epedanidae.